# Catedral de San Columba (Oban)
La catedral de San Columba (en inglés: St. Columba's Cathedral) es una catedral católica escocesa sede de la diócesis de Argyll y las Islas. Ubicada frente al mar, se encuentra situada en el extremo norte de Oban.
Diseñada en estilo neogótico por el arquitecto inglés sir Giles Gilbert Scott, su primera piedra se colocó en 1932 y fue completada en 1959; el dinero para sus trabajos fueron recaudados parcialmente por la diócesis en Canadá, Estados Unidos e Irlanda, y fue construida con piedra rosa de Peterhead (Aberdeenshire) y granito azul de Inverawe.
El la Edad Media la que era la catedral se encontraba situada en Lismore, esa catedral, la catedral de San Moluag es hoy una iglesia parroquial de la Iglesia de Escocia.